# Манцевич, Александр Васильевич
Александр Васильевич Манцевич (1 июня 1960, Киев) — советский гребец. Бронзовый призёр московской Олимпиады и чемпионата мира 1979 года в классе восьмерок, чемпион СССР 1980 года. Заслуженный мастер спорта СССР (1980).

## Биография
Окончил Киевский ГИФК.
В 1978 году на чемпионате мира среди юниоров в Белграде вместе с Леонидом Каневским, Александром Ткаченко, Андреем Тищенко и Константином Солодким завоевали золото в заезде четверок с рулевым. В следующем году на базе этой четверки была собрана восьмерка, выигравшая бронзу на чемпионате мира в Бледе. Советский экипаж лидировал в финальном заезде до дистанции 1200 метров, когда из-за стаи птиц выступление было остановлено и дан новый старт.
В 1980 году выиграл первенство СССР и бронзовую медаль Олимпиады.